# Hallarna, Norrköping

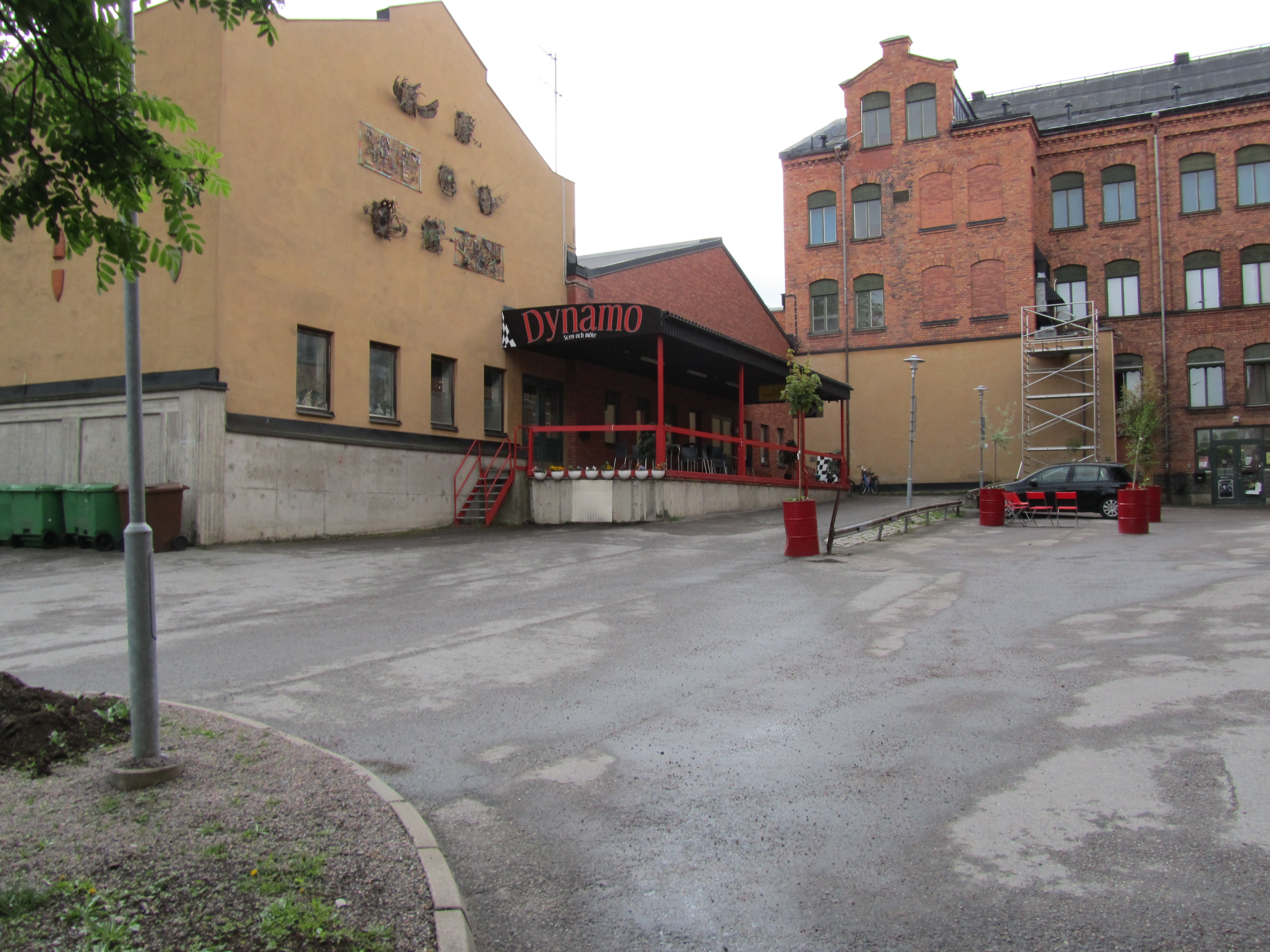
Dynamo, en av lokalerna i kulturkvarteret Hallarna, 2012.

Hallarna, ibland Kulturkvarteret Hallarna, är en samling kulturverksamheter på Tunnbindaregatan i centrala Norrköping. Hallarna utgörs av fabrikslokaler från 1800-talet. Sedan 1992 har olika kulturverksamheter etablerats på platsen, däribland Norrköpings kulturhus 2009. I samma kvarter finns även Norrköpings synagoga.